# Promenade du Bazacle
La promenade du Bazacle (en occitan : passejada del Basacle) est une voie de Toulouse, chef-lieu de la région Occitanie, dans le Midi de la France.

## Situation et accès

### Description
La promenade du Bazacle est une voie publique. Elle se trouve dans le quartier des Amidonniers, dans le secteur 1 - Centre.

### Voies rencontrées
La promenade du Bazacle rencontre les voies suivantes, dans l'ordre des numéros croissants (« g » indique que la rue se situe à gauche, « d » à droite) :
1. Quai Saint-Pierre (g)
2. Allée de Brienne (d)
3. Allée du Niger (d)
4. Avenue de l'Ancien-Vélodrome